# 貝瑟尼 (佛羅里達州)
贝瑟尼（英語：Bethany）是位於美國佛羅里達州馬納提縣的一個非建制地區。該地的面積和人口皆未知。

## 地理
贝瑟尼的座標為27°28′57″N 82°15′51″W / 27.48250°N 82.26417°W，而該地的平均海拔高度為20米（即66英尺）。